# Kristeen Young
Kristeen Young é um cantautora e pianista norte-americana. Originária de St. Louis, Missouri, Estados Unidos.

## Carreira
Young começou a tocar piano quado era adolescente e depois frequentou uma escola de arte. Ela tinha lançado sete álbuns de estúdio. Young também tem cantado com vários artistas, incluindo David Bowie e Morrissey. Ela também gravou com o produtor Tony Visconti e o músico Dave Grohl.
Em 1997, ela lançou o álbum de estreia dela, Meet Miss Young and Her All Boy Band. No coemço dos anos 2000, ela iniciou um trabalho com Tony Visconti em Breasticles. Emitido em 2003, Breasticles participou de um dueto com David Bowie em "Saviour". No álbum de 2004, X, o número de abertura "No Other God", foi um dueto com Brian Molko do Placebo.
Além do próprio trabalho dela, ela participou de gravações de outros artistas. Ela apareceu no álbum Heathen de David Bowie em 2002 e ela proveu os vocais no single de Morrissey, "That's How People Grow Up" em 2008. Em 2009, Kristeen Young cantou os vocais em uma versão alternativa de "New Kid" por Monokino.
Em maio de 2014, Young lançou o sétimo álbum The Knife Shift: este foi gravado com Dave Grohl que tocou vários instrumentos nele, incluindo bateria, piano, guitarras e baixo. A primeira canção tirada do álbum foi "The Pictures of Sasha Grey".

## Discografia

### Álbuns
- 1997: Meet Miss Young and Her All Boy Band
- 1999: Enemy
- 2003: Breasticles
- 2004: X
- 2006: The Orphans
- 2009: Music for Strippers, Hookers, and the Odd On-Looker
- 2014: The Knife Shift

### Singles
- 2003: Touch Tongues (N-Records, Portugal)
- 2006: Kill The Father (Sanctuary Records/Attack Records, Reino Unido)
- 2006: London Cry (Sanctuary Records/Attack Records, Reino Unido)
- 2014: Pictures of Sasha Grey (Lançamento digital apenas, TVPI, Estados Unidos)

### EPs
- 2011: V The Volcanic

### Canções em outros álbuns
- 1999: "The Last Thing You Need To Hear", no álbum What's The Word, Vol. 1
- 2000: "Rotting On The Vine", no álbum Music from the Succubus Club
- 2010: "New Kid", no álbum Heartbeat by Monokino